# Töreboda kommun
Töreboda kommun er en svensk kommune i landskabet Västergötland. Hovedbyen er Töreboda.

## Større byer
- Moholm
- Töreboda
- Älgarås

58°43′00″N 14°08′00″Ø / 58.716666666667°N 14.133333333333°Ø